# Трас
Трас (рос. трасс, англ. trass, нім. Trass m) — щільна світлозабарвлена пориста гірська порода.

## Опис
Трас належить до групи трахітових вулканічних туфів, гірська порода багата на аморфну кремнекислоту, нагадує пемзовий туф. Має здатність у тонкорозмеленому вигляді в суміші з гашеним вапном твердіти під водою. Використовують при виготовленні портландцементу, як гідравлічну добавку до цементів для морських споруд.

## Поширення
Родовища трасу є в Румунії, Закавказзі.
В Україні є на масиві Карпат та у Кримських горах («Святої гори» в складі Карадазького заповідника — чорноморит).